# Thèbes (Égypte)
Pour les articles homonymes, voir Thèbes.
Thèbes (aujourd'hui Louxor) est le nom grec (Thēbai) de la ville d'Égypte antique Ouaset (« Le sceptre » ou « La Puissante »), appartenant au quatrième nome de Haute-Égypte, sur la rive orientale du Nil, la vallée des Rois lui faisant face sur l'autre rive.
D'abord obscure capitale de province, elle prend une importance nationale à partir de la XIe dynastie. Elle est en effet la ville d'origine des dynastes de la famille des Antef, qui fondent la XIe dynastie avec Montouhotep Ier et Montouhotep II, liquidateurs de la Première Période intermédiaire et rassembleurs des Deux Terres, c'est-à-dire de la Haute-Égypte et de la Basse-Égypte.
Thèbes est également la patrie de Seqenenrê Tâa dit « le Brave », dont les successeurs, Kamosé et Ahmôsis, vont libérer l'Égypte antique des Hyksôs et clore la Deuxième Période intermédiaire.

## Toponymie
La ville a porté plusieurs noms pendant l'Antiquité égyptienne, dont Ouaset (Wȝst), signifiant la « Ville du sceptre », nom qui était une référence directe à sa déesse tutélaire Ouseret, Niout-Amon (Niw.t-Jmn), signifiant la « Ville d'Amon », Niout-Reset (Niw.t-rs.t) et Iounou-Shemâ (Iwnw-šmꜥ).
Deux noms sont connus pour l'époque ptolémaïque : Θῆβαι / Thēbai, francisé en « Thèbes », et  Διός πόλις μεγάλη / Diós pólis megálê), que les Romains ont nommée Diospolis Magna. L'origine du mot Thēbai est incertaine : selon Martin Bernal, il viendrait directement ou indirectement d'une racine égyptienne : ḏbȝt ou dbt, signifiant « boîte, coffre ; cercueil ; palais ; temple ». Pour distinguer Thèbes l'égyptienne de Thèbes la grecque, les Grecs surnommaient la première « Thèbes aux cent portes » (Θῆβαι ἑκατόμπυλοι / Thēbai hekatómpuloi), et la seconde « Thèbes aux sept portes » (Θῆβαι ἑπτάπυλοι / Thēbai heptápuloi). Après la conquête macédonienne de l'Égypte, Amon ayant été associé à Zeus, la ville fut renommée  Διός πόλις μεγάλη / Diós pólis megálê, soit « Diospolis la Grande », que les Romains renommeront par la suite Diospolis Magna. Le nom actuel est al-uqṣur, (arabe : الأقصر), qui a été francisé Louxor.
| R19 |

| R19 |

| R19 |

| R19 |

| R19 | X1 · O49 |

| R19 | X1 · O49 |

| R19 | X1 · O49 |

| R19 | X1 · O49 |

| O49 · X1 · Z1 | M24 | X1 |

| O49 · X1 · Z1 | M24 | X1 |

| O49 · X1 · Z1 | M24 | X1 |

| O49 · X1 · Z1 | M24 | X1 |

| O28 | W24 · O49 | M26 |

| O28 | W24 · O49 | M26 |

| O28 | W24 · O49 | M26 |

| O28 | W24 · O49 | M26 |

## Histoire du site

### Préhistoire
Le site de Thèbes est peuplé, au moins, depuis le Paléolithique moyen. Des fouilles, dans les dépôts issus de ruissellements venant de la montagne thébaine, sur la rive Ouest du Nil, face à Louxor, ont fourni des galets taillés datés entre deux millions et 500 000 ans. 
Des bifaces du Paléolithique inférieur et des nucléus du Paléolithique moyen attestent d'une occupation humaine régulière de la région de la vallée des Rois.

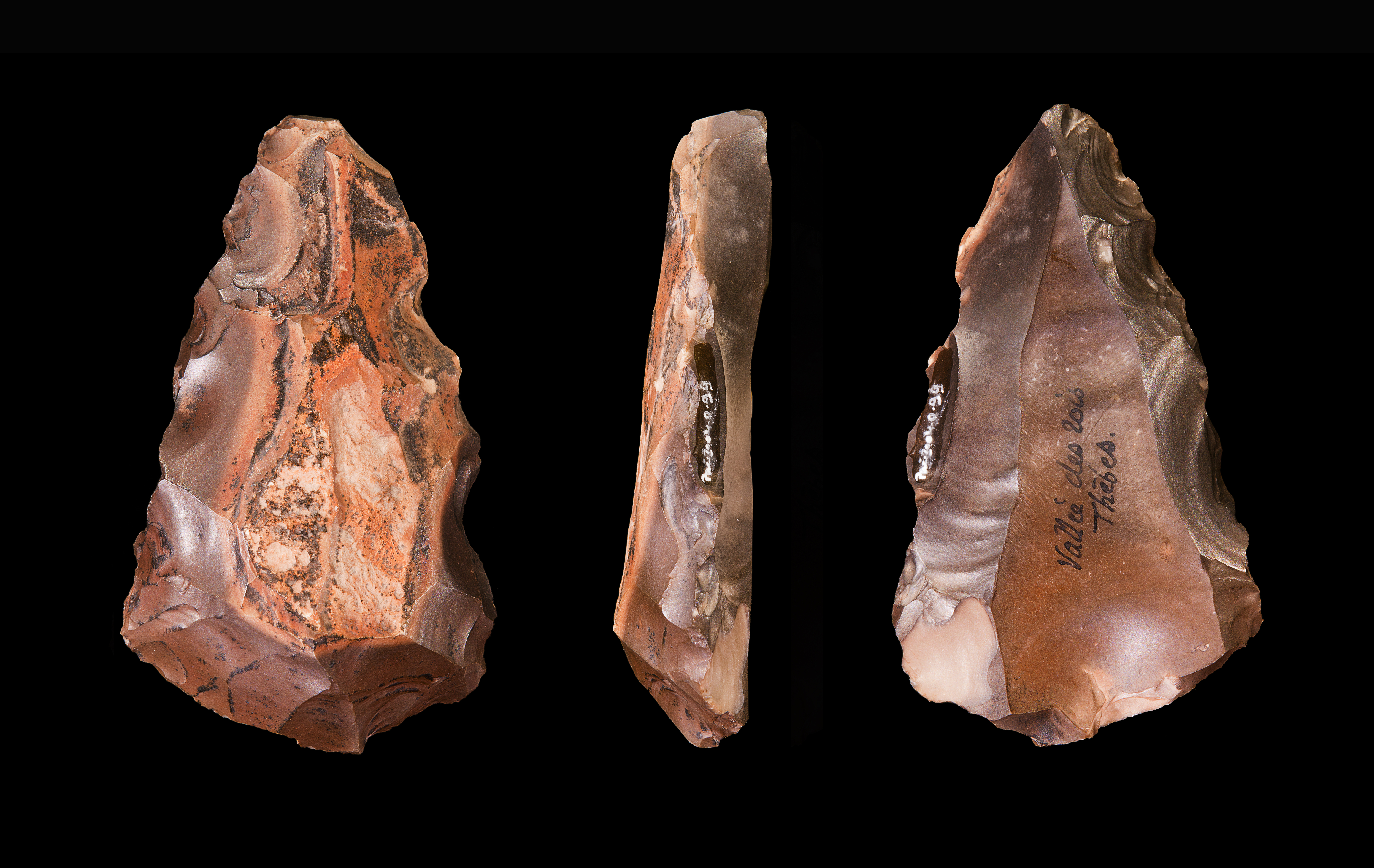
Nucléus à pointe de la vallée de Thèbes (Muséum de Toulouse).

### Ancien Empire
Thèbes a été habitée à partir d'environ 3200 avant notre ère. À cette époque, elle était encore un petit comptoir commercial, tandis que Memphis servait de résidence royale aux rois de l'Ancien Empire. Bien qu'il ne subsiste à Thèbes aucun bâtiment plus ancien que des parties du complexe du temple de Karnak qui pourraient dater du Moyen Empire, la partie inférieure d'une statue de Niouserrê de la Ve dynastie a été trouvée à Karnak. Une autre statue, dédiée par un roi Sésostris de la XIIe dynastie, pourrait avoir été usurpée et réutilisée, puisque la statue porte un cartouche de Niouserrê sur sa ceinture. Comme sept souverains de l'Ancien Empire (Snéfrou, Sahourê, Djedkarê Isési, Téti, Pépi Ier et Mérenrê Ier) figurent sur la liste de la Chambre des ancêtres, il y avait peut-être au moins un temple dans la région thébaine qui datait de l'Ancien Empire.

### Première Période intermédiaire
Vers la fin du 3e millénaire avant notre ère, une nouvelle lignée de rois (les IXe et Xe dynasties) consolide son contrôle sur la Basse-Égypte et les parties septentrionales de la Haute-Égypte depuis leur capitale, Héracléopolis Magna. Une lignée rivale, la XIe dynastie, basée à Thèbes, règne sur le reste de la Haute-Égypte. Les souverains thébains sont apparemment les descendants du prince de Thèbes, Antef l'Ancien. Son petit-fils probable, Antef Ier, est le premier de la famille à revendiquer de son vivant un titre pharaonique partiel, mais son pouvoir ne s'étend guère au-delà de la région thébaine.

### Moyen Empire
Montouhotep II (qui signifie "Montou est satisfait"), de la XIe dynastie, conquiert les Héracléopolitains et réunifie l'Égypte une fois de plus sous un seul souverain, marquant ainsi le début de la période connue sous le nom de Moyen Empire. Après cette réunification, Montouhotep II et ses descendants gardent Thèbes comme capitale de l'Égypte unifiée. Montouhotep a régné pendant 51 ans et a construit le premier temple mortuaire à Deir el-Bahari, qui a très probablement servi d'inspiration pour le temple de millions d'années construit à côté par Hatchepsout, souveraine de la XVIIIe dynastie. Son fils et successeur Montouhotep III se fait également construire un tombeau inachevé à Deir el-Bahari. Peu de temps après, la disparition dans des circonstances troubles de Montouhotep IV met fin à la XIe dynastie.
Au cours de la XIIe dynastie, Amenemhat Ier déplace le siège du pouvoir au nord, à Ititaouy. Thèbes continue à prospérer en tant que centre religieux, le dieu local Amon devenant de plus en plus important dans toute l'Égypte. Les plus anciens vestiges d'un temple dédié à Amon datent du règne de Sésostris Ier. Ce temple d'Amon, mais aussi les temples des villes voisines du nome thébain, ont fait l'objet d'une certaine attention de la part des rois des XIIe et XIIIe dynasties. Ainsi, beaucoup de rois ont laissé leurs traces dans le temple, en particulier avec l'érection de statues.
Thèbes était déjà, au Moyen Empire, une ville de taille considérable. Les fouilles autour du temple de Karnak montrent que la ville du Moyen Empire avait un plan en forme de grille. La ville mesurait au moins un kilomètre de long et cinquante hectares de superficie. Les vestiges de deux bâtiments palatiaux ont également été détectés.

### Deuxième Période intermédiaire
À partir de la dernière partie de la XIIe dynastie, un groupe de Cananéens commence à s'installer dans l'est du delta du Nil. Ils prennent le pouvoir dans l'est de la Basse-Égypte, à Avaris, fondant la XVe dynastie dite Hyksôs (de Heqa-khasout, « dirigeants de pays étrangers », comme les Égyptiens appelaient leurs chefs), puis ont étendu leur pouvoir dans le reste de la Basse-Égypte. Lorsque les Hyksôs prennent Memphis pendant ou peu après le règne de Merneferrê Aÿ (vers 1700 av. J.-C.), les souverains de la XIIIe dynastie s'enfuient au sud vers Thèbes, qui est restaurée comme capitale.
Les princes thébains (aujourd'hui connus sous le nom de XVIe dynastie) tiennent fermement leur région immédiate alors que les Hyksôs avancent du Delta vers le sud jusqu'en Moyenne-Égypte. Une paix relative est instaurée par la suite. Les Hyksôs remontent le courant au-delà de Thèbes pour commercer avec les Nubiens, et les Thébains amènent leurs troupeaux dans le Delta sans adversaire. À partir de Seqenenrê Tâa, les hostilités reprennent et les thébains, sous les règnes de Seqenenrê Tâa et de ses successeurs Ouadjkheperrê Kames et Ahmôsis Ier, arrivent à conquérir tout le pays et à le réunifier, mettant fin ainsi à la Deuxième Période intermédiaire et inaugurant le Nouvel Empire.

### Nouvel Empire

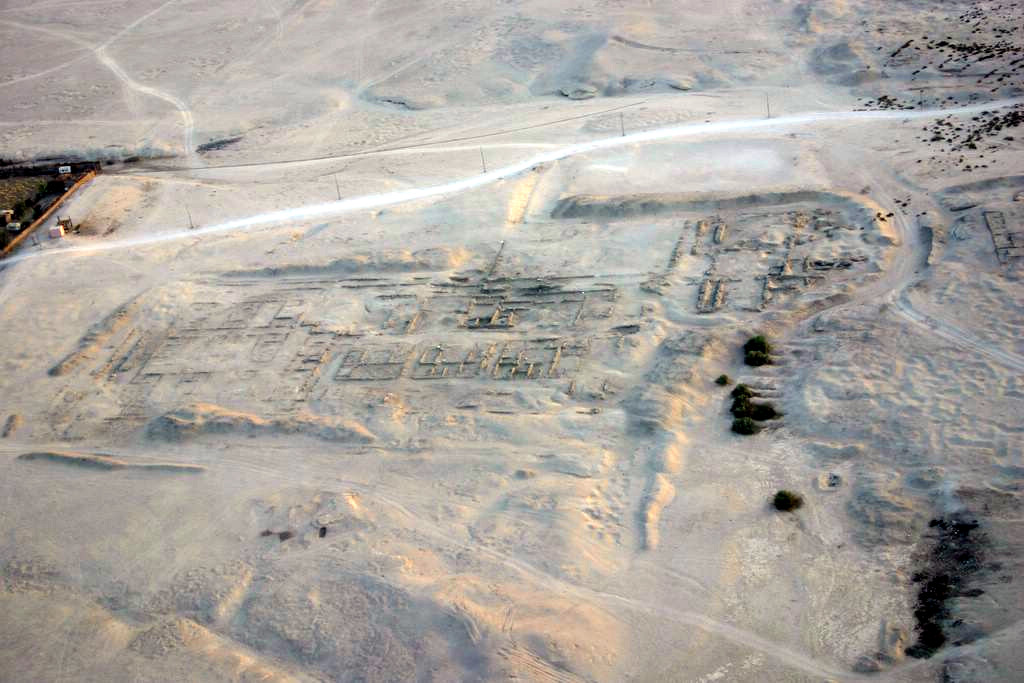
Vue aérienne du palais d'Amenhotep III à Malqata sur la rive ouest de Thèbes.

Thèbes prend un essor extraordinaire au Nouvel Empire, en tant que résidence du dieu dynastique Amon-Rê. La ville devient alors l'« Héliopolis du Sud », toute consacrée au culte du dieu dynastique, étroitement associé à l'idéologie royale. Son territoire devient également le siège de la nécropole royale, avec le creusement dans la montagne thébaine de dizaines d'hypogées royaux.
Sur la rive Est se dressent les maisons des vivants, de part et d’autre des voies processionnelles qui relient les enceintes de Karnak et le temple de Louxor, voies qu'empruntent les barques sacrées d'Amon, de Mout et de Khonsou lors de la fête d'Opet. Sur la rive ouest, la rive des morts, sont établis les tombeaux royaux, « demeures d'éternité » des pharaons, et les temples funéraires, leurs « Châteaux des Millions d'années », que le dieu Amon venait visiter chaque année, lors de la Belle fête de la vallée. Si, au cours de la XVIIIe dynastie, l'idéologie royale et le culte d'Amon-Rê semblent concorder, l'une alimentant l'autre, on sent à partir de la XIXe dynastie un déséquilibre entre le pouvoir royal et les ambitions du clergé d'Amon-Rê. Ce déséquilibre s'accentue à la dynastie suivante pour s’achever à la fin du Nouvel Empire par une partition de fait du pays entre Ramsès XI, qui ne réussit à maintenir son autorité que sur le nord du pays, et le grand prêtre d’Amon Hérihor, qui gouverne le sud depuis Thèbes.

### Époques tardives
Avec la XXIe dynastie et la scission du pays, Thèbes perd son statut de capitale au profit des cités du delta du Nil telles que Tanis, Boubastis ou Saïs, où des dynastes locaux réclament le trône et l'héritage des Ramsès. La nécropole thébaine est alors délaissée et jamais plus un pharaon ne se fait ensevelir à Thèbes.
À la XXVe dynastie (celle des pharaons nubiens), la cité reprend de l'importance. Le culte d'Amon-Rê est jumelé avec celui d'Amon de Napata, le dieu dynastique des « pharaons noirs ». Taharqa met en chantier un programme architectural ambitieux, digne d'une capitale, développant l'axe des sanctuaires avec d'imposants kiosques et affermissant le rôle de la Divine adoratrice d'Amon dans le contrôle de la région. Mais la ville est saccagée à la fin de cette période par les Assyriens, qui emportent à Ninive les trésors accumulés depuis tant de siècles par les pharaons et dépouillent les sanctuaires des statues divines, les dépossédant ainsi de leur élément vital. En -663, le roi d'Assyrie Assurbanipal porte le coup final en saccageant à fond la ville et en emmenant ses habitants en esclavage.
La cité ne s'en relève jamais réellement, même si elle est restaurée par les pharaons des dernières dynasties. Alexandre le Grand participe également à l'œuvre réparatrice, puis à sa suite les Ptolémées. Pendant les règnes de Ptolémée IV et Ptolémée V, Thèbes est à nouveau le centre de séditions qui coupent la Thébaïde de l'Empire lagide.
Enfin, à l'époque romaine, les temples sont peu à peu abandonnés. Une garnison s'établit à Louxor dont le temple est finalement transformé en forteresse, pendant la Tétrarchie. Plusieurs églises s'y installent après la conversion de l'Empire romain au christianisme et, avec l'arrivée des musulmans, une mosquée y est construite, tant et si bien que le temple de Louxor reste l'un des lieux de culte et de prière les plus anciens au monde.

## Centre religieux
On y adorait principalement trois dieux, Amon « Le caché », Mout « La mère » et Khonsou « Le voyageur », regroupés dans la triade thébaine. Un autre dieu y avait son temple : Montou, divinité guerrière également adorée non loin de Thèbes.
Il est probable que Montou était à l'origine la divinité principale de la région thébaine, car outre son sanctuaire de Karnak, on lui dédia des temples à Hermonthis, à Tôd, et à Médamoud, cités à la périphérie de Thèbes, qui formaient le Palladium de Thèbes décrit par les auteurs gréco-romains qui visiteront la région : une enceinte divine et magique dont les temples du dieu guerrier hiéracocéphale sont autant de forteresses qui protègent la cité d'Amon contre toute agression du mal.
Les noms mêmes des Montouhotep, pharaons de la XIe dynastie, inaugurant le Moyen Empire, semblent confirmer cette hypothèse. Avec les Sésostris et les Amenemhat de la dynastie suivante, le culte d'Amon éclipse peu à peu celui de Montou. Le culte de cette antique divinité retrouvera un second développement lors de la Basse époque et de la domination grecque puis romaine : les temples sont alors reconstruits et le culte de l'hypostase divine du dieu sous la forme du taureau Boukhis devint, tout comme celui d'Apis, l'élément central de la liturgie thébaine.

## Sites archéologiques de la ville de Thèbes et de ses environs
En 1979, les ruines de l'ancienne Thèbes sont classées au patrimoine mondial par l'UNESCO.
- Karnak : Temples d'Amon-Rê, de Mout, de Khonsou, de Montou, de Ptah, chapelles et catacombes d'Osiris ;
- Louxor : Temple d'Amon-Min ;
- Dra Abou el-Naga : Nécropole du Moyen Empire et de la XVIIe dynastie ;
- Vallée des Rois : Nécropole des pharaons des XVIIIe, XIXe et XXe dynasties ;
- Vallée des Reines : Nécropole des reines à partir de la XIXe dynastie ;
- Vallée des Nobles : Nécropole des courtisans du Moyen Empire à la Basse époque ;
- Deir el-Bahari : Temples funéraires de Montouhotep II (XIe dynastie), d'Hatchepsout et Thoutmôsis III (XVIIIe dynastie), également site de la tombe de Sénènmout (XVIIIe dynastie) et de la cache DB320 dans laquelle furent retrouvées les momies des rois et reines aujourd'hui au Musée du Caire ;
- Deir el-Médineh : Temple d'Hathor, grotte-chapelle de Ptah, le village et la nécropole des artisans qui creusèrent et décorèrent les tombes royales ;
- Cheikh Abd el-Gournah : Temples funéraires de Séthi Ier (XIXe dynastie), de Sennefer, maire de Thèbes et de Qenamon (ou Ken-Amun), régisseur royal d'Amenhotep II ;
- Ramesséum : Temple funéraire de Ramsès II (XIXe dynastie) ;
- Médinet Habou : Temple funéraire de Ramsès III (XXe dynastie) et temple d'Amon de la XVIIIe dynastie ;
- Kom el-Hettan : Temple funéraire d'Amenhotep III (XVIIIe dynastie), colosses de Memnon ;
- Malqata : Palais d'Amenhotep III (XVIIIe dynastie) ;
- Deir el-Chelouit : Temple d'Isis.

## Héritage culturel
Du 25 octobre 2018 au 27 janvier 2019, le Musée de Grenoble a organisé avec notamment l'appui du Musée du Louvre, l'exposition Servir les dieux d'Égypte sur la ville de Thèbes et le rôle des femmes dans la société de l'époque.